# Aporrhais
Aporrhais da Costa, 1778 è un genere di molluschi gasteropodi della famiglia Aporrhaidae.

## Tassonomia
Il genere comprende le seguenti specie:
- Aporrhais elegantissima Parenzan, 1970
- Aporrhais pesgallinae Barnard, 1963
- Aporrhais pespelecani (Linnaeus, 1758)
- Aporrhais senegalensis Gray, 1838
- Aporrhais serresiana (Michaud, 1828)

Sono note anche le seguenti specie fossili:
- Aporrhais alata (Eichwald, 1830) †
- Aporrhais arabica Abbass, 1977 †
- Aporrhais biangulata (Meek & Hayden, 1856) †
- Aporrhais callosa (Telegdi-Roth, 1914) †
- Aporrhais clarendonensis Wrigley, 1938 †
- Aporrhais cornutus Alekseev in Korobkov, 1949 †
- Aporrhais dactylifera (Boettger, 1902) †
- Aporrhais drachuki Saul, 1998 †
- Aporrhais etrusca Brunetti & Forli, 2013 †
- Aporrhais gracilis von Koenen, 1885 †
- Aporrhais haeringensis (Gümbel, 1861) †
- Aporrhais hupei (Mayer, 1857) †
- Aporrhais peralata (Sacco, 1893) †
- Aporrhais pliorara (Sacco, 1893) †
- Aporrhais proalata (Sacco, 1893) †
- Aporrhais sowerbii (Fleming, 1828) †
- Aporrhais uttingeriana (Risso, 1826) †